# Стегно
Стегно (на гръцки: Στεγνό, на катаревуса: Στεγνόν, Стегнон, до 1926 година Μουσταφά Ογλάρ, Мустафа Оглар) е село в Гърция, дем Места (Нестос), административна област Източна Македония и Тракия. 

## География
Разположено е североизточно от Кавала, на надморска височина от 300 метра. Край селото има кариера за мрамор.

## История

### В Османската империя
В XIX век е село в Саръшабанска каза на Османската империя. На австро-унгарската военна карта е отбелязано като Мустафа Огулари (Mystafa Ogullari), също и на картата на Йоргос Кондоянис – Мустафа Огулари (Μουσταφά Ογουλαρί). Съгласно статистиката на Васил Кънчов („Македония. Етнография и статистика“) към 1900 година Мустафа Уларъ (Мустафа Олари) е турско селище и в него живеят 120 турци.
Според гръцка статистика към 1911 година селото е изцяло мюсюлманско с 260 жители мюсюлмани.

### В Гърция
В 1913 година селото попада в Гърция след Междусъюзническата война. Според статистика от 1913 година има население от 267 души. През 20-те години на XX век турското му население се изселва по споразумението за обмен на население между Гърция и Турция след Лозанския мир и на негово място са заселени гърци бежанци, които в 1928 година са 39 семейства със 129 души, като селището е изцяло бежанско.
Българска статистика от 1941 година показва 120 жители.
Селяните произвеждат основно тютюн.
Става част от тогавашния дем Орино по закона Каподистрияс от 1997 година. С въвеждането на закона Каликратис, Стегно става част от дем Места.
Според преброяването от 2001 година има 11 жители, а според преброяването от 2011 година има 19 жители.
| Година    | 1913 | 1920 | 1928 | 1940 | 1951 | 1961 | 1971 | 1981 | 1991 | 2001 | 2011 | 2021 |
| --------- | ---- | ---- | ---- | ---- | ---- | ---- | ---- | ---- | ---- | ---- | ---- | ---- |
| Население | 267  | 187  | 118  | 182  | 140  | 107  | 35   | 12   | 15   | 11   | 19   | 8    |